# La Ferté-Alais
La Ferté-Alais é uma comuna francesa situada a 42 km a sul de Paris, no departamento de Essonne na região da Ilha de França.
Seus habitantes são chamados Fertois.

## Geografia

### Comunas limítrofes
La Ferté-Alais é uma comuna com uma área relativamente pequena, mas no território retangular muito longo. De noroeste a nordeste faz fronteira com Baulne, a leste fica o território de Videlles, embora a aldeia seja bastante distante, a sudeste e sul faz fronteira com Guigneville-sur-Essonne e garante uma continuidade urbana com este seu vizinho, sendo separados pelo rio Essonne da aldeia D'Huison-Longueville, e a oeste de La Ferté-Alais está localizada a aldeia de Cerny no território da qual está instalado o Aeródromo de La Ferté-Alais.

### Transportes

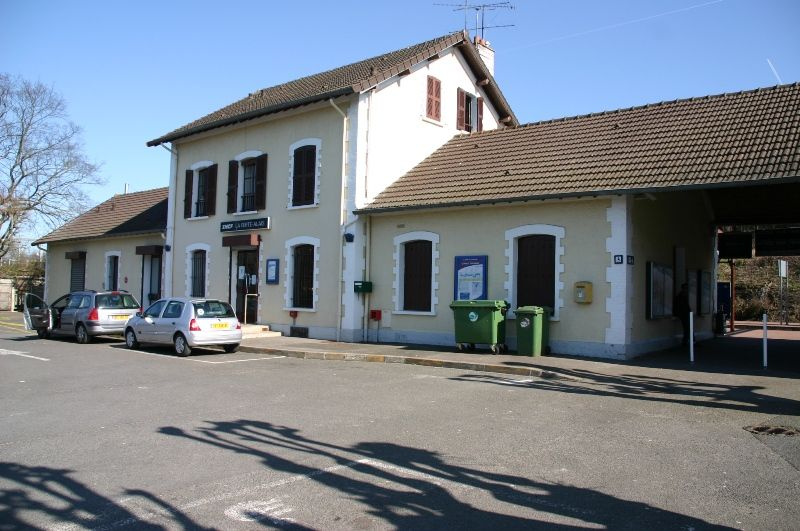
A estação ferroviária de la Ferté-Alais.

Como o rio Essonne não é uma via navegável, o seu vale sempre foi cruzado por eixos de comunicação. La Ferté-Alais assim está localizada no cruzamento de muitas e importantes estradas do departamento e da região. Primeiro eixo, a linha de trem de Paris-Malesherbes hoje tomada pela linha D com a estação de La Ferté-Alais, o terminal de algumas missões. A localidade também está localizada no cruzamento da estrada departamental 449 ligando Arpajon a Malesherbes, da estrada departamental 191 de Corbeil-Essonnes a Ablis, a estrada departamental 31, que leva para o norte em Yerres, prolongada, a leste, pela estrada departamental 83 para Melun e chamada estrada do condado 831 na cidade. Finalmente, é também o ponto de partida da estrada departamental 105 para Milly-la-Forêt. Ao sábado de manhã, dia de mercado, um serviço de transporte por ônibus é fornecido pela câmara municipal, além de ônibus escolar durante a semana. A rede de ônibus CEAT pode reunir em Corbeil-Essonnes e além da place Denfert-Rochereau de Paris com duas viagens de ida e volta por dia. A cidade está localizada 27 km ao sul do Aeroporto de Paris-Orly, 61 km a sudoeste do de Paris-Charles-de-Gaulle, ela também está localizado a apenas dois quilômetros a partir do Aeródromo de La Ferté-Alais instalado na comuna vizinha de Cerny.

## Toponímia
O nome da cidade é atestado sob as formas Firmitas, Firmitas Aalipdis, Firmitas Adelaidis, Ferte para 1091, Firmitas Balduini, la-Ferté-Baudouin, para a Predefinição:S- do nome do senhor no século Predefinição:S-, Feritas, Firmitas Aidelaidis 1200, apud Feritatem Alisie em 1266, la Ferté-Aales para 1263. O formulário de La Ferte-Aleps aparece nas cartas de Cassini e o nome da cidade tem sido gravados com esta grafia no momento de sua criação em 1793. Aparece às vezes La Ferté-Alaix por sequência e La Ferté-Alais no Boletim das leis de 1801 que vai se tornar a única forma usada a partir de 1845.
É um toponímica formação medieval. O primeiro elemento Ferté- é explicado pelo francês antigo ferté no sentido de "fortaleza" a mesma etimologia como a erudita forma de "firmeza". Data de volta para o latim firmitas, firmitate "fortaleza". La Ferté- refere-se ao castelo, que foi uma vez presente no local do atual centro da cidade e comandar a vale. O segundo elemento Baudoin foi substituído, em 1127 pelo de Alais (alternativamente Aales, Aalis, Aalize na Idade Média, isto é, Alice), forma popular de Adélaïde, como uma homenagem a senhora do lugar, Adélaïde de Rochefort. Alais continua hoje como um nome de família.

## História

### As origens
A presença humana no território é certificada desde a pré-história como evidenciado pelos artefatos encontrados durante as escavações nas comunas vizinhas. O nome do rio, sendo uma referência para a deusa galo-romana Acionna, pode-se imaginar a presença de uma villa rustica no planalto, nas imediações da atual quinta pedagógica.

### Fortaleza e cidade industrial

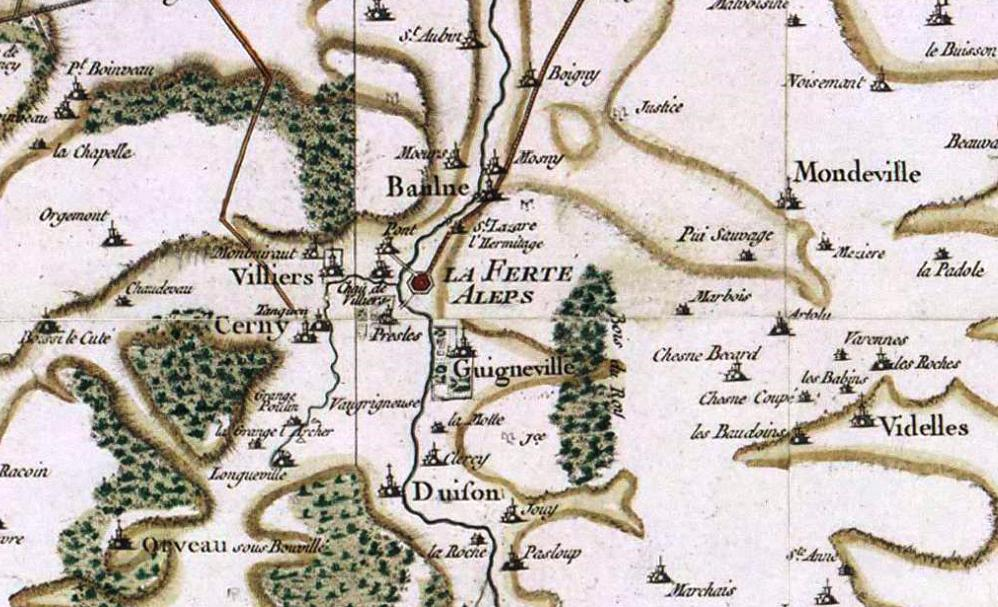
Mapa da região de La Ferte-Aleps de acordo com Cassini.

O primeiro senhor da cidade foi Roberto I, rei da Frância Ocidental, e avô de Hugo Capeto. Foi ele que, no início do século X ordenou a construção de fortalezas nos vales, então chamados fertés para proteger Paris dos ataques dos Normandos. O município, que estava sob a custódia de um determinado Baudoin tomou o nome de La Ferté-Baudoin. As duas paróquias coexistiram em seguida, Notre-Dame para a fortaleza e Saint-Pierre para os subúrbios. Em 1095, Gui II de Montlhery assumiu o controle da fortaleza. Ele doou em seguida a paróquia da catedral de Notre-Dame para a abadia de Morigny, beneditina, relevante da diocese de Sens com o encarregado de estabelecer um priorado. Em 1112, Luís VI levantado da terra na castelania. Em 1127, a família de Rochefort era ainda proprietário do local, o nome evoluiu como uma homenagem à condessa Adelaide de Rochefort. De 1114 a 1130, a imponente capela, que foi redesenhado para tornar presente a igreja Nossa Senhora. No século XIII, São Luís adquiriu a castelania que foi anexada ao reino da França. Durante a Guerra dos Cem Anos, a região foi devastada e o castelo e as muralhas, ainda equipados de muros grossos de doze metros, foram arrasados em 1358. Durante o mês de abril de 1429, Joana d'Arc no caminho de Orleans cruzou a comuna. A cidade prosperou graças ao cultivo da vinha e a produção de cal e mais tarde à extração de arenito e de areia. Ela foi no entanto devastada durante as guerras de religião do século XVI e de novo na Fronda no século XVII. Em 1791, a paróquia de Saint-Pierre foi definitivamente anexada à de Notre-Dame e a igreja foi vendido por mais de mil e seiscentas libras.

### Cidade de refúgio
O nome atual da comuna surgiu no início do século XIX. Em 23 de agosto de 1814, o futuro rei Luís Filipe deu na última parcela da propriedade real sobre a qual foi construída uma residência de férias, ela tornou-se a casa comum. Ao mesmo tempo, durante a campanha da França, os Cossacos cercado a área por três anos. Em 1825, a escola foi instalada em uma casa comum. Em 1840, a chegada da ferrovia com a linha de Villeneuve-Saint-Georges - Montargis permite crescer o comércio, desenvolver a pequena indústria, graças ao acesso direto para o vasto porto de Corbeil e propor um refúgio para os Parisienses. Após a segunda pandemia de cólera, um lavatório foi construído nas margens do Essonne. Integrado ao Arrondissement de Étampes em 1801, que foi anexado ao de Corbeil em 1926, depois de Évry em 1966, antes de reintegrar a divisão administrativa de Étampes  em 1967. Em 1860, a casa comum foi remanejada para ser mais cômoda. Em 1870, durante a Guerra Franco-Prussiana, a região foi novamente ocupada por um período de seis meses. Em 1876, o empresário Modeste Loyer obteve autorização para instalar um forno de cal sobre o planalto. A 5 de setembro de 1881, a banda marcial de La Ferté indo para um concurso em Londres foi envolvida no acidente para a estação de Charenton, que causou a doze o número de vítimas entre os Fertois. Em 1883, a igreja Notre-Dame, visitada pouco antes por Eugène Viollet-le-Duc foi listado como monumento histórico. Em 1890, graças à doação de Sophie-Marie Brunel e o legado do notário Pierre-Léon Angot, o município foi a construção de uma sala de asilo que funcionou até 1973. Em 18 de julho de 1897, o município inaugurou um busto em memória do presidente Sadi Carnot, vizinho da comuna.

### História contemporânea

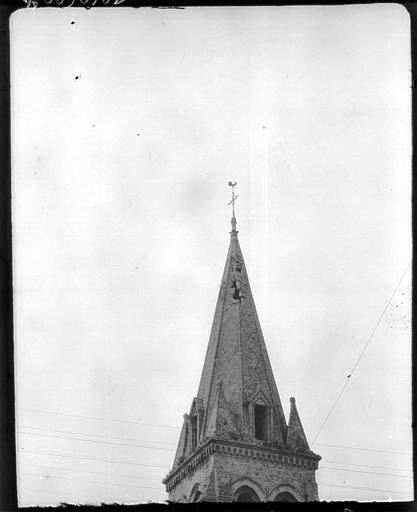
A torre do sino atingida por um raio.

A 19 de agosto de 1906, um monumento aos mortos da guerra de 1870 foi erguido no cemitério local. Em 1910, antes de a sobre-exploração do poço de areia, uma municipal decreto estabeleceu um custo de vinte e cinco centavos por metro cúbico para estrangeiros em comum. Em 1915, o raio atingiu a torre do sino da igreja. Em 1923, as irmãs de São José de Saint-Vallier abriu um asilo para idosos. No início da década de 1930, o loteamento do Manoir Muré foi projetado para acomodar os turistas e parisienses. Em 30 de março de 1930, o conselho municipal acordado para a ereção de um monumento aos mortos da Grande Guerra, nas imediações da igreja Notre-Dame-de-l’Assomption. Em 1932 foi ali instalado o eletricidade. Durante a Segunda Guerra Mundial, as tropas alemãs ocuparam a área que foi liberada em agosto de 1944 pela divisão Leclerc. Em 4 de julho de 1944, os combatentes da resistência, Georges Heren e André Branche foram abatidos pela patrulha alemã, então eles tiveram que recuperar as armas de queda no bois du Tertre. Em 1 de novembro de 1968, a prefeitura adquiriu a casa de repouso. Em 1997, adquiriu as ruínas da igreja de Saint-Pierre para a reabilitar. Em 11 de setembro de 2004, a antiga escola Angot tornou-se sala cultural.

## Geminação
La Ferté-Alais desenvolveu associações de geminação com:
- Brusturi (Romênia), em romeno Brusturi, localizada a 1489 km.[11]

## Cultura e património

### Patrimônio ambiental

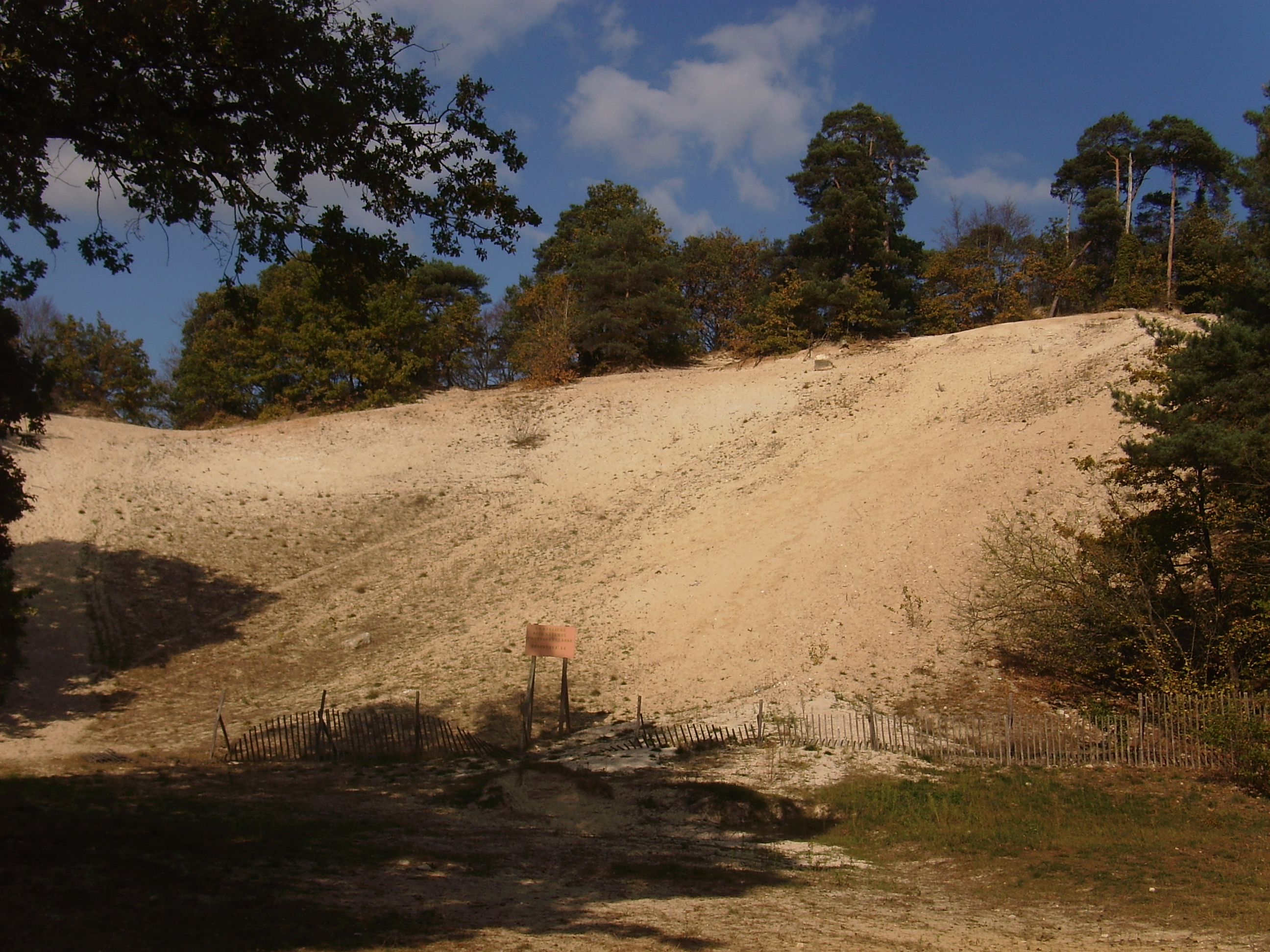
O depósito de areia, um local protegido.

Cerca de 70 % do território é ocupado por um espaço rural, composta por campos e bosques a sul e a norte do município. Os bancos do Essonne ainda são, em parte, selvagem e são o lar de lagos preservados.
O depósito de areia é classificado como espaço natural sensível pelo conselho geral, e é uma zona natural de interesse ecológico, florístico e faunístico. A cidade também está localizado às portas do Parque Natural Regional do Gâtinais français, que reúne cinquenta e sete comunas, conhecido como o "pays des mille clairières et du grès" ("país das mil clareiras e do arenito").

### Patrimônio arquitetônico
Apenas edifício listado os títulos dos monumentos históricos da igreja Nossa Senhora da Assunção foi construída entre 1114 e 1167 em um estilo gótico, ela é registrada a partir de 1862.
Da Idade Média em La Ferté permanecem as ruínas da igreja Saint-Pierre construída no final do século X, o priorado da abadia de Morigny, o alpendre do pátio do Anjo do século XIV e os restos das antigas muralhas do castelo do século XII com uma largura de doze metros. As casas no centro da cidade têm cavas arqueadas, às vezes equipadas com poço, incluindo a medição maior de dezesseis metros de comprimento e dois metros de altura.
Mais tarde, um lavatório foi construído nas margens do Essonne. O Renascimento deixou na comuna edifícios da casa de repouso.
O século XIX levou à construção da escola na rue Notre-Dame, a prefeitura adquiriu, em 1814, o forno de cal, em 1876, da escola Angot, adquirida em 1890, uma capela memorial construído em 1891, o monumento de Sadi Carnot, inaugurado em 1897. O século XX e o seu período de turismo tem deixado villas burguesas como a casa das "Deux Marquises".
A reconstrução e ampliação do lar de idosos de La Ferté-Alais (2011) de acordo com os novos padrões de "qualidade ambiental", pelos arquitetos Philippe Ameller e Jacques Dubois, é emblemático das prioridades sociais e ecológicas no início do século XXI.

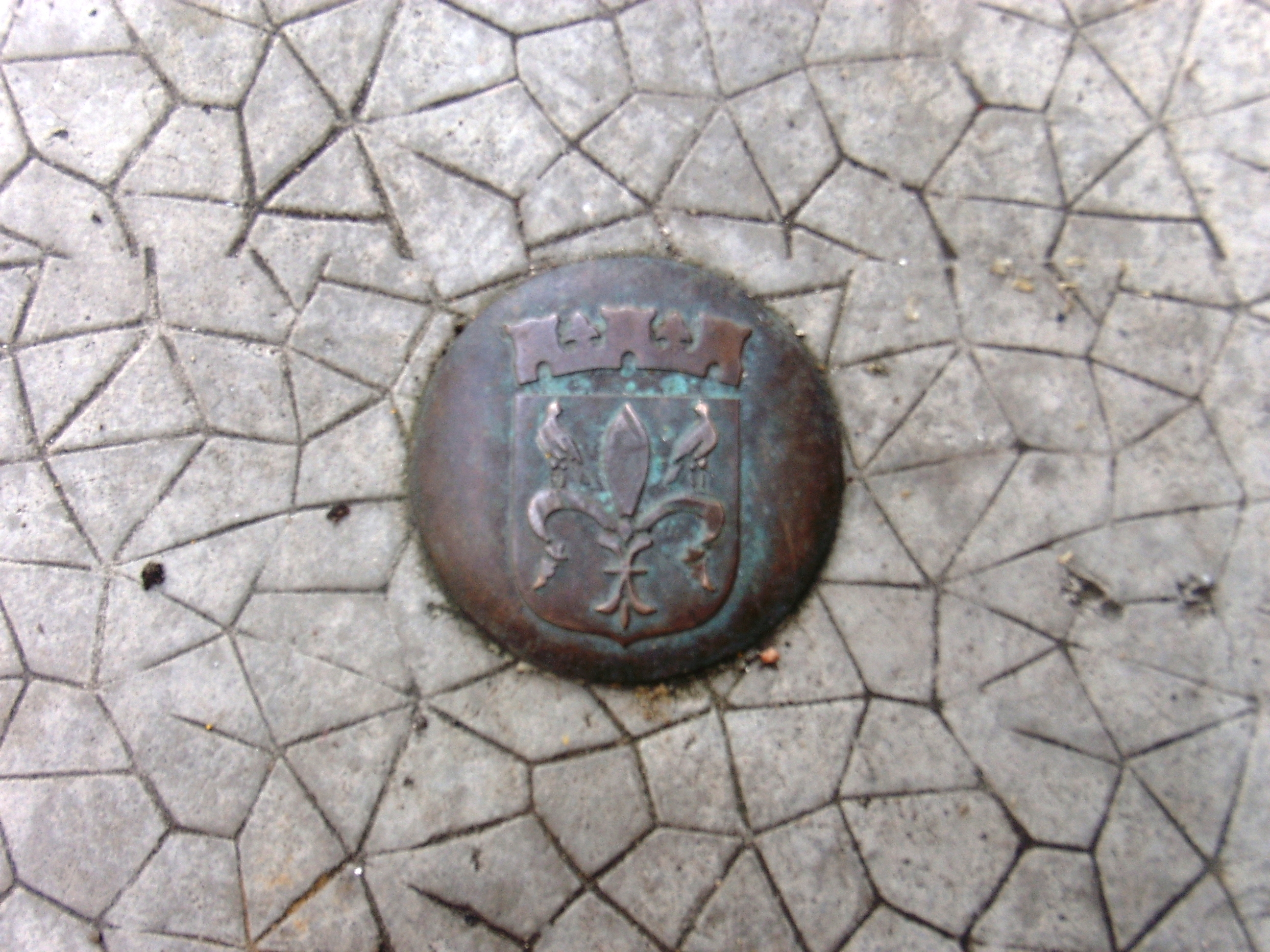
Medalhão do circuito turístico.
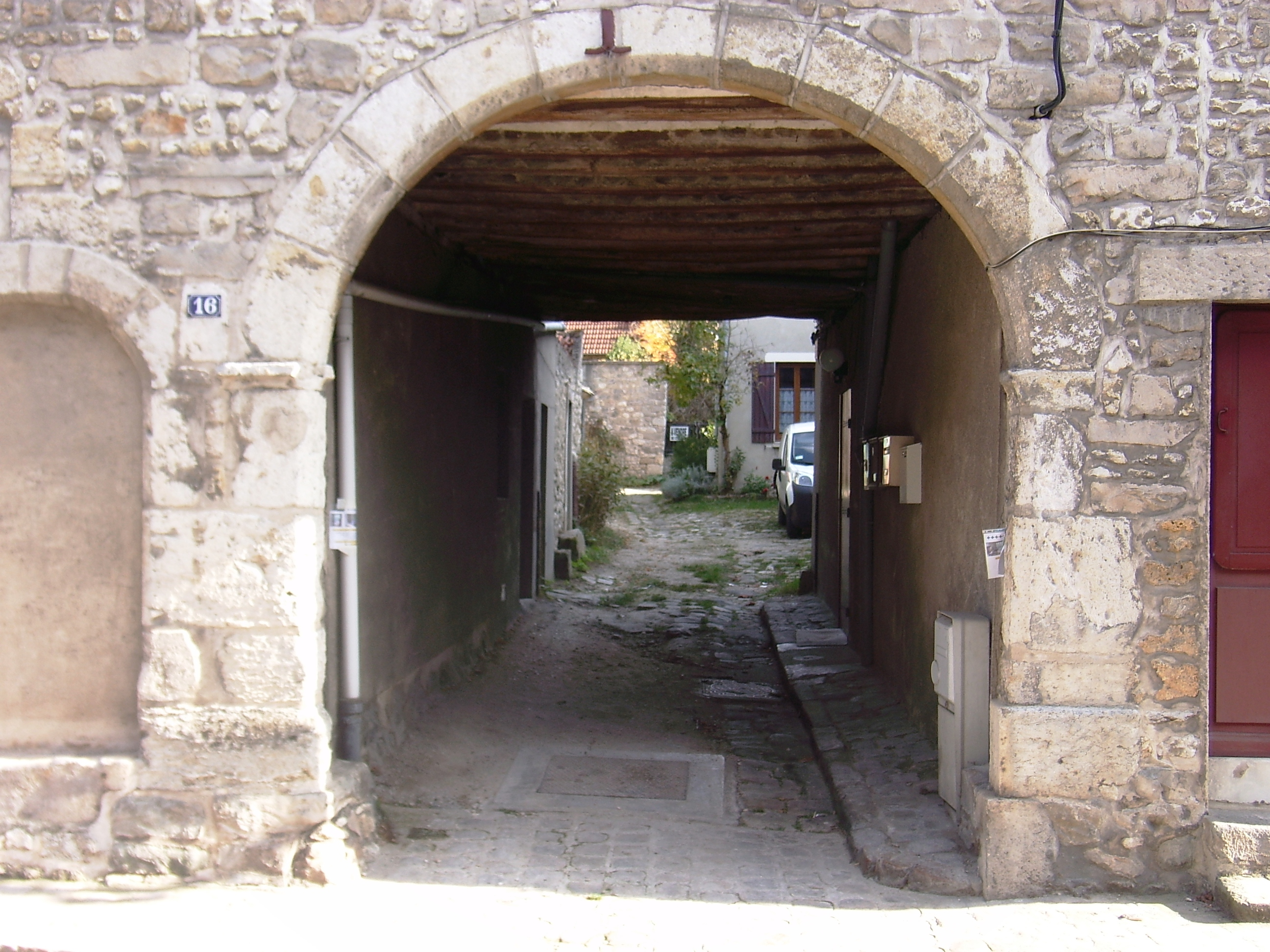
O Porche Angelot.
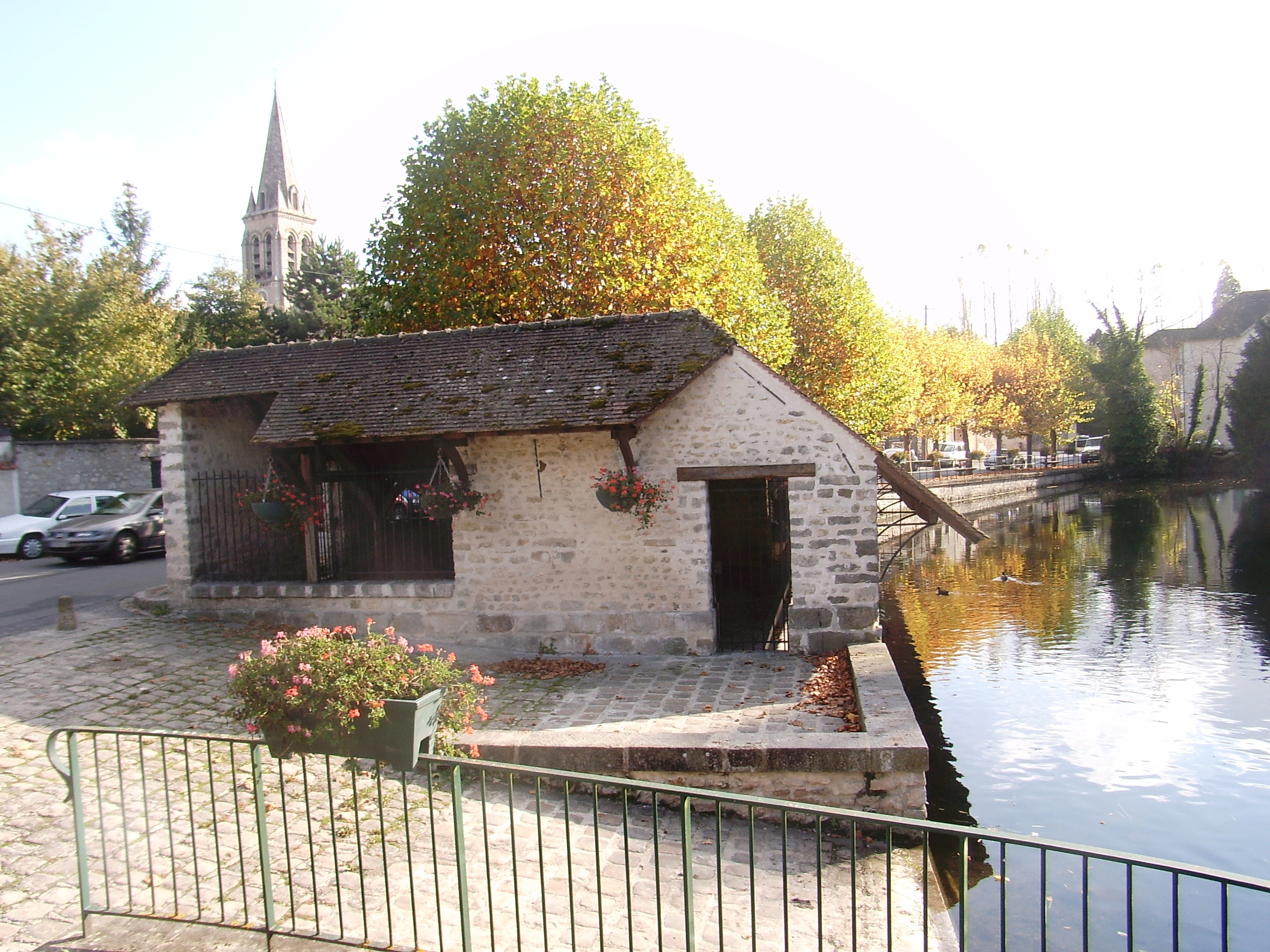
O lavatório.
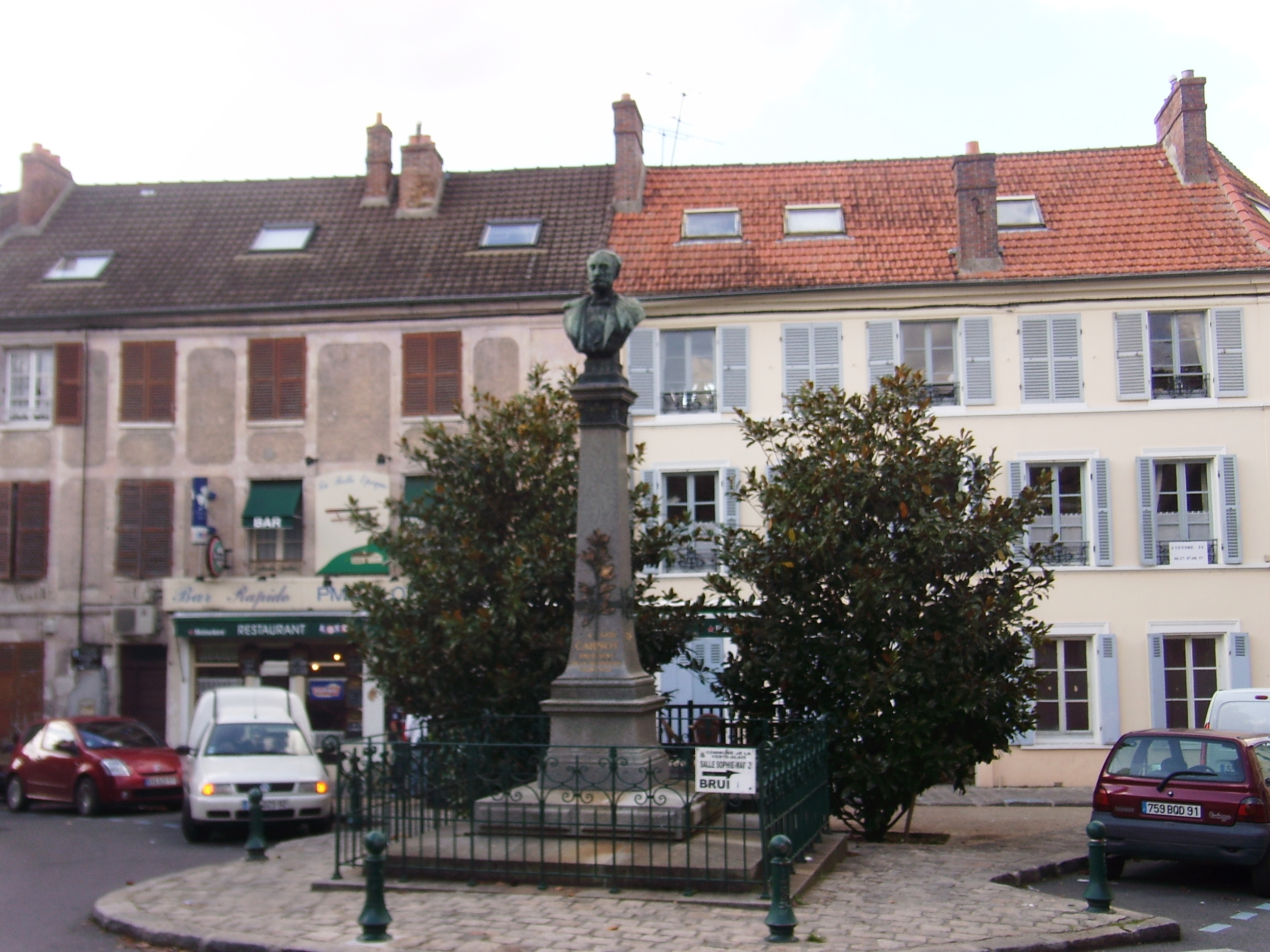
O monumento de Sadi-Carnot.
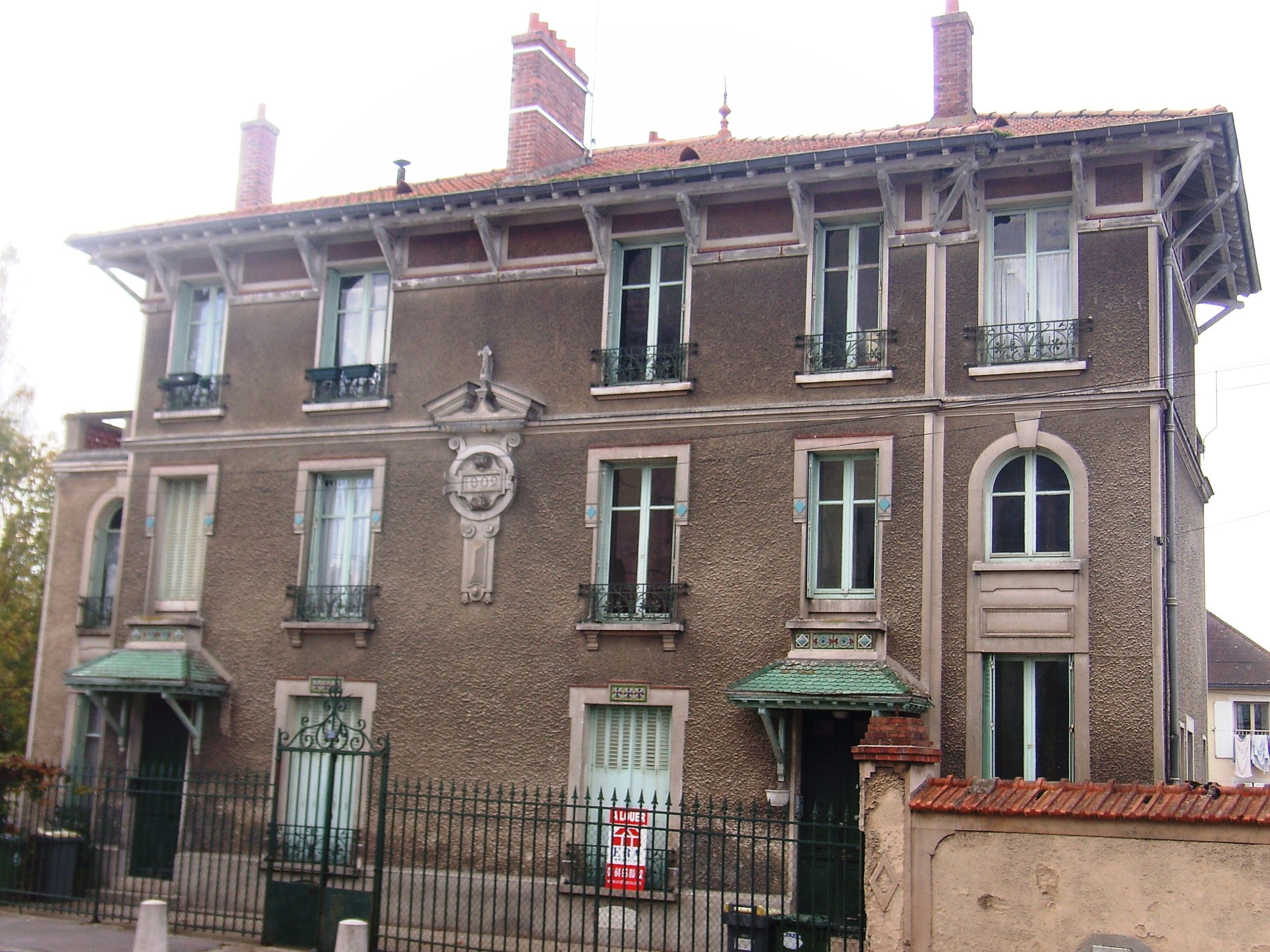
A villa de "Deux Marquises".

### Personalidades ligadas à comuna

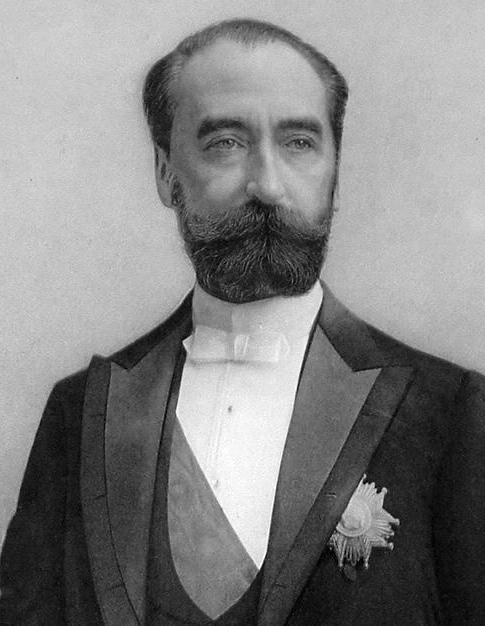
Sadi Carnot.

Várias figuras públicas nasceram, morreram ou viveram em La Ferté-Alais:
- Guy de Montfort-Castres (?-1228), foi senhor de La Ferté-Alais.
- Filipe I de Montfort-Castres (v. 1206-1270), foi senhor.
- Filipe II de Montfort-Castres (1225-1270), foi senhor.
- João de Montfort-Castres (?-1300), foi senhor.
- Filipe IV (1268-1314), rei da França foi senhor.
- Luís de Évreux (1276-1319), foi senhor.
- Luís XII (1462-1515), rei da França.
- Francisco I (1494-1547), rei da França.
- Carlos IX (1550-1574), rei da França.
- Luís Filipe I (1773-1850), rei da França.
- Sadi Carnot (1837-1894), Presidente da República Francesa.
- Marcel Delannoy (1898-1962), compositor.
- Philippe Clay (1927-2007), cantor e ator.